# Ganges (película)
Ganges: un viaje por los sentidos del agua es una película documental colombiana dirigida y producida por Roberto Restrepo y Talía Carolina Osorio. Rodada durante tres meses en la India y estrenada el 6 de junio de 2019, la película presenta la realidad del emblemático río Ganges, su importancia para el pueblo indio y la problemática presente al tratarse de uno de los cuerpos de agua más contaminados de todo el planeta. Mediante imágenes de la zona de influencia del río y entrevistas con la población local, el documental pretende generar conciencia ambiental basándose en la perspectiva de una cultura milenaria.